# Villamiroglio
Villamiroglio é uma comuna italiana da região do Piemonte, província de Alexandria, com cerca de 312 habitantes. Estende-se por uma área de 9 km², tendo uma densidade populacional de 35 hab/km². Faz fronteira com Cerrina Monferrato, Gabiano, Moncestino, Odalengo Grande, Verrua Savoia (TO).

## Demografia
| Variação demográfica do município entre 1861 e 2011                               |
|                                                                                   |
| Fonte: Istituto Nazionale di Statistica (ISTAT) - Elaboração gráfica da Wikipedia |